# (4758) Hermitage
(4758) Hermitage es un asteroide perteneciente al cinturón exterior de asteroides descubierto el 27 de septiembre de 1978 por Liudmila Ivánovna Chernyj desde el Observatorio Astrofísico de Crimea, en Naúchni.

## Designación y nombre
Hermitage se designó al principio como 1978 SN4.
Posteriormente, en 1997, recibió su nombre del museo y pinacoteca de Hermitage.

## Características orbitales
Hermitage está situado a una distancia media del Sol de 3,219 ua, pudiendo alejarse hasta 3,763 ua y acercarse hasta 2,675 ua. Su excentricidad es 0,169 y la inclinación orbital 1,623 grados. Emplea 2110 días en completar una órbita alrededor del Sol.

## Características físicas
La magnitud absoluta de Hermitage es 12,3. Tiene 16,7 km de diámetro y un periodo de rotación de 10,15 horas. Su albedo se estima en 0,1106.